# Vanikum
Vanikum ist ein Ortsteil der Gemeinde Rommerskirchen im nordrhein-westfälischen Rhein-Kreis Neuss in Deutschland.

## Lage
Vanikum liegt westlich von Rommerskirchen und steht in unmittelbarer Nachbarschaft zu dem Braunkohlekraftwerk in Grevenbroich-Neurath (siehe: Kraftwerk Neurath). Dieses liegt westlich von Vanikum. Westlich davon liegt Neurath.

## Geschichte
Vanikum wurde 1109 als Uenninchenheim, was dem germanischen faginingo haim entstammt und mit "Wohnung der Leute des Fagin (fagina = froh)" übersetzt wird, erwähnt. Seit dem Mittelalter gehörte Vanikum zum Dingstuhl Rommerskirchen. 
Nach dem Einmarsch der Franzosen 1794 wurde das linksrheinische Gebiet französisch. 1798 wurde das Rheinland von den Franzosen in vier Departements (Rur/Roer, Rhein-Mosel, Saar und Donnersberg) aufgeteilt. Departements waren in Arrondissements/etwa Regierungsbezirke unterteilt, diese wiederum in Cantone/etwa Kreise und diese wieder in Mairien/Bürgermeistereien. Als unterste Verwaltungseinheit entstand in diesem Gebiet die Mairie Rommerskirchen. Diese gehörte zum Kanton Dormagen im Arrondissement Cologne im Département de la Roer. Nach dem Abzug der französischen Besatzungstruppen infolge des Zusammenbruchs des napoleonischen Reiches 1814 wurde das katholisch geprägte Rheinland beim Wiener Kongress dem protestantischen Preußen zugesprochen. 1815 kam Vanikum zur Gemeinde Rommerskirchen, die zur Bürgermeisterei beziehungsweise später zum Amt Rommerskirchen und zum Landkreis Neuß gehörte.

## Einwohner
Die kleine Ortschaft hat ungefähr 1.000 Einwohner.

## Vereine und Brauchtum
Zu dem örtlichen Höhepunkt gehört das jeweils im August stattfindende Volks- und Heimatfest (Schützenfest).
Neben dem St. Hubertus Schützenverein 1893 Vanikum e.V.  setzt sich  auch der Förderverein Vanikum für die Brauchtumspflege in Vanikum aktiv ein. Zahlreiche Feste schmücken den Jahreskalender des Dorfes aus. Bei der Gestaltung der Feste arbeiten der Schützenverein und der Förderverein eng zusammen. Ein Höhepunkt des Jahres ist der stattfindende Sankt Martinsumzug, der über 20 Jahre von dem Ehrenpräsidenten Heinz Ciesielski betreut wurde.
- TTC Grün-Weiß Vanikum 1963 e.V.